# Virgin Killer
《Virgin Killer》는 독일의 록 밴드 스콜피언스의 네 번째 스튜디오 음반이다. 1976년 10월 9일에 발매되었으며 유럽 밖에서 관심을 끌기 위한 밴드의 첫 번째 음반이었다. 그 제목은 시간을 '처녀 살인자'로 지칭하는 것으로 묘사된다.
오리지널 커버는 어린 소녀가 나체인 채 밧줄로 묶여 있는 사진으로 만들어져 있는데 아동 포르노에 민감한 영국, 미국 등지에서 논란을 일으켰으며, 결국 아동 포르노로 간주되었다. 특히 대한민국이나 영국 등 성적으로 매우 보수적인 국가들에게서 해당 앨범 사진이 있는 웹사이트가 국가에서 차단당하기도 하였다. 그 결과, 이 음반은 일부 국가에서는 다른 커버로 재발매되었다.

## 반응
| 전문가 평가 | 전문가 평가 |
| 평가 점수   | 평가 점수   |
| 출처        | 점수        |
| ----------- | ----------- |
| AllMusic    | [ 3 ]       |

《Virgin Killer》는 미국에서 어떤 심각한 관심을 얻는 데는 실패했으나 일본에서 꽤 인기가 있었고 차트에서 32위로 정점을 찍었다. 이 음반은 사이키델릭 음악에서 하드 록으로의 전환을 위한 또 다른 단계였다. 올뮤직의 비평가 빈센트 제프리는 이 음반이 "스콜피언스와 매우 영향력 있게 될 그들의 긴급한 메탈릭 사운드를 실제로 정의한 네 개의 스튜디오 발매 중 첫 번째"라고 주장한다. 그는 또한 타이틀곡과 〈Pictured Life〉를 "역대 최고의 스콜피언스 곡"로 꼽는다. 울리 존 로스는 《Virgin Killer》와 전작인 《In Trance》를 가장 좋아하는 스콜피언스 음반으로 생각한다.

## 곡 목록
| #  | 제목                 | 작사·작곡                                  | 재생 시간 |
| -- | -------------------- | ------------------------------------------ | --------- |
| 1. | 〈Pictured Life〉    | 클라우스 마이네, 울리 존 로스, 루돌프 쉥커 | 3:21      |
| 2. | 〈Catch Your Train〉 | 마이네, 쉥커                               | 3:32      |
| 3. | 〈In Your Park〉     | 마이네, 쉥커                               | 3:39      |
| 4. | 〈Backstage Queen〉  | 마이네, 쉥커                               | 3:10      |
| 5. | 〈Virgin Killer〉    | 로스                                       | 3:41      |

| #  | 제목             | 작사·작곡    | 재생 시간 |
| -- | ---------------- | ------------ | --------- |
| 6. | 〈Hell-Cat〉     | 로스         | 2:54      |
| 7. | 〈Crying Days〉  | 마이네, 쉥커 | 4:36      |
| 8. | 〈Polar Nights〉 | 로스         | 5:04      |
| 9. | 〈Yellow Raven〉 | 로스         | 4:58      |